# Les Eres de Vilada
Les Eres de Vilada és una masia situada al terme municipal de Vilada, al Berguedà, que està inventariada com a patrimoni monumental al mapa de patrimoni cultural de la Generalitat de Catalunya amb el número d'element IPAC-3729. Originalment tenia un ús agropecuari i segons la fitxa del mapa de patrimoni està en desús. El seu estat de conservació és bo.

## Situació geogràfica
Les Eres de Vilada és una masia que està situada al km 1.5 de la carretera que va de Vilada a Castell de l'Areny.

## Descripció i característiques
Les Eres de Vilada és una construcció civil que és una masia de planta irregular amb un seguit d'annexos afegits a mesura que s'anava ampliant la casa. Bàsicament, l'estructura principal correspon al segle xvii i esdevé un cos central al mig de les construccions afegides. Aquesta part es troba coberta a dues vessants i amb un carener paral·lel a la façana principal, orientada a llevant. Aquest esquema és el que dificulta més les ampliacions i fa que aquestes siguin més desordenades. El cos més nou de l'edifici es correspon amb l'eixida o galeria oberta del mur del migdia del segle xviii o principis del XIX. La casa està deshabitada tot i que els seus propietaris viuen a una casa que hi ha al costat.

## Història
El fogatge de 1553, esmenta dins la parròquia i terme de Sant Joan de Vilada, a "Jaume Heres", possible propietari de les Eres de Vilada, que no hem de confondre amb la gran pairalia de les Eres de Guardiolans.